# Varanus acanthurus
El varano de cola espinosa (Varanus acanthurus) es una especie de pequeños lagartos originaria de la zona noroeste de Australia que también habita  en la zona occidental de Queensland. Habita desde zonas áridas o desérticas hasta algunos enclaves con clima tropical. Presenta un color pardo rojizo con algunas manchas amarillas si bien puede presentar algunas pequeñas  diferencias dependiendo de la zona en la que se presente. Una característica de este pequeño varano es la presencia en su gruesa cola de pequeñas espinas, de ahí su nombre, que le sirven como mecanismo de defensa y como agarre dentro de las rocas en las que habita dificultando la acción de caza a sus depredadores.
Su dieta consiste principalmente de insectos y pequeños mamíferos, llegando también a alimentarse en ocasiones de otros pequeños lagartos.

## Como mascota
El Varano de cola espinosa es fácil de encontrar en cautividad, siendo una de las especias de varano  habituales como mascota. Es fácil de mantener y prosperará si se le prestan las atenciones necesarias con el equipo adecuado. Normalmente en la naturaleza salvaje este animal cava pequeñas madrigueras, por esta razón se hace necesario  que disponga de una gruesa capa de arena o sustrato firme en el terrario donde se encuentre de al menos 40 centímetros. La alimentación deberá realizarse una vez cada día durante el primer año permitiendo que coma durante 20 minutos todo lo que pueda. 
Alcanza su talla máxima a los 2 años de edad, que variará entre los 45 y los 60 centímetros de longitud incluyendo la cola.
Actualmente esta especie no está incluida en listados de animales en peligro de extinción o amenazados.

## Subespecies
Se han reconocido 3 subespecies:
- Varanus acanthurus acanthurus, "ackie" rojo
- Varanus acanthurus brachyurus, "ackie" amarillo"
- Varanus acanthurus insulanicus, varano de cola espinosa isleño, se puede encontrar en algunas islas costeras al norte de Australia.